# Nautilus pompilius
Nautilus pompilius är en bläckfiskart som beskrevs av Carl von Linné 1758. Nautilus pompilius ingår i släktet Nautilus och familjen pärlbåtar.

## Underarter
Arten delas in i följande underarter:
- N. p. suluensis
- N. p. pompilius

## Bildgalleri

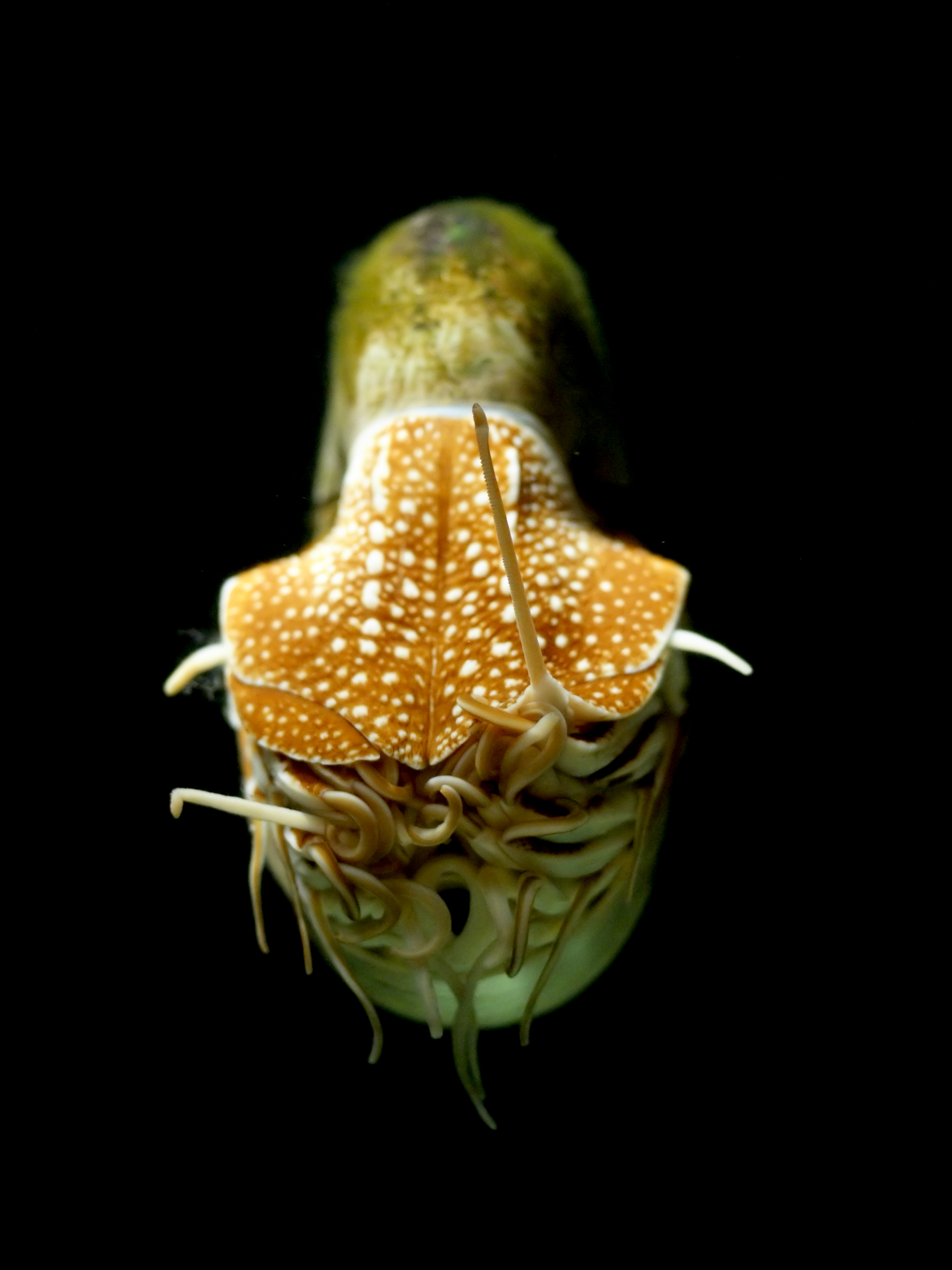
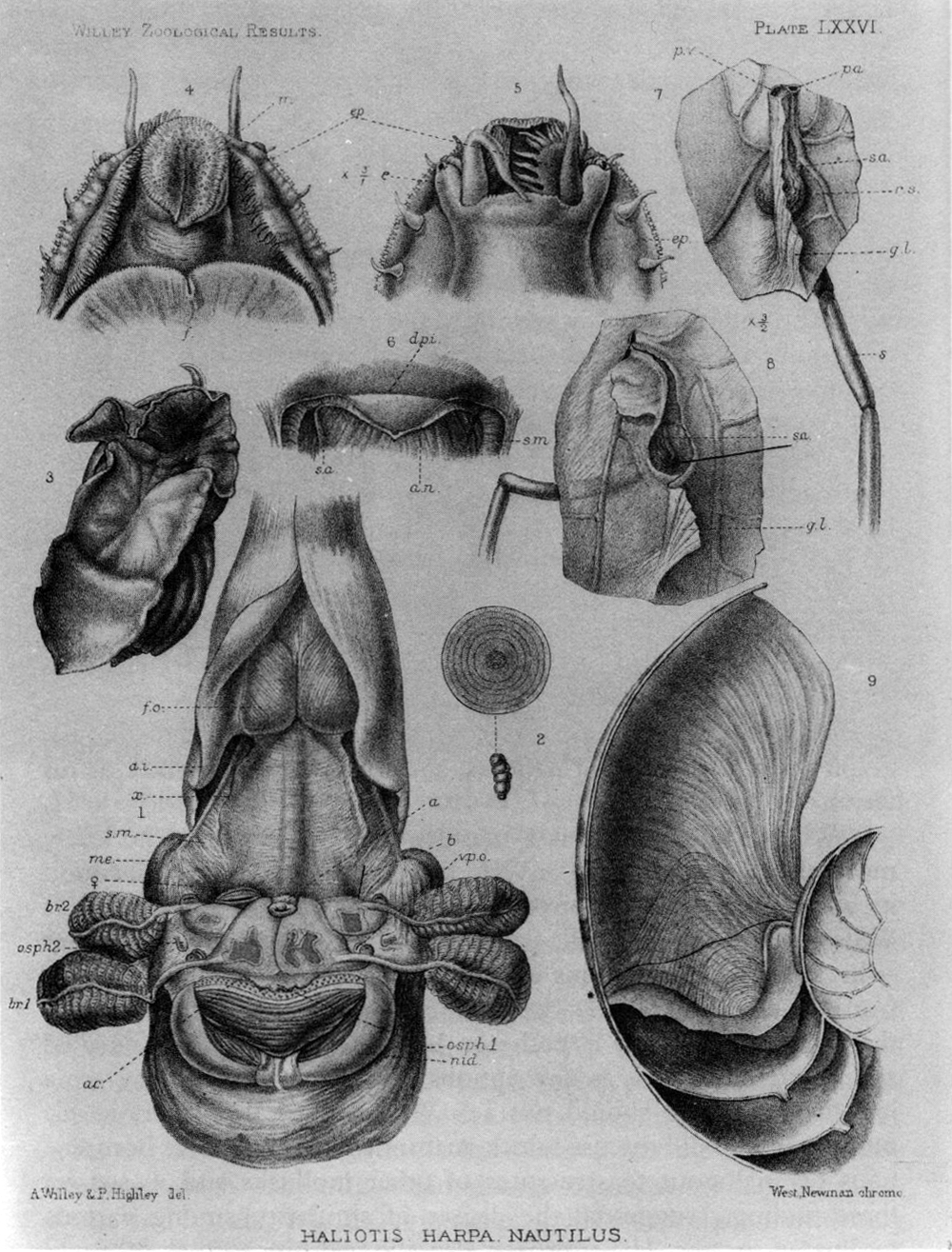
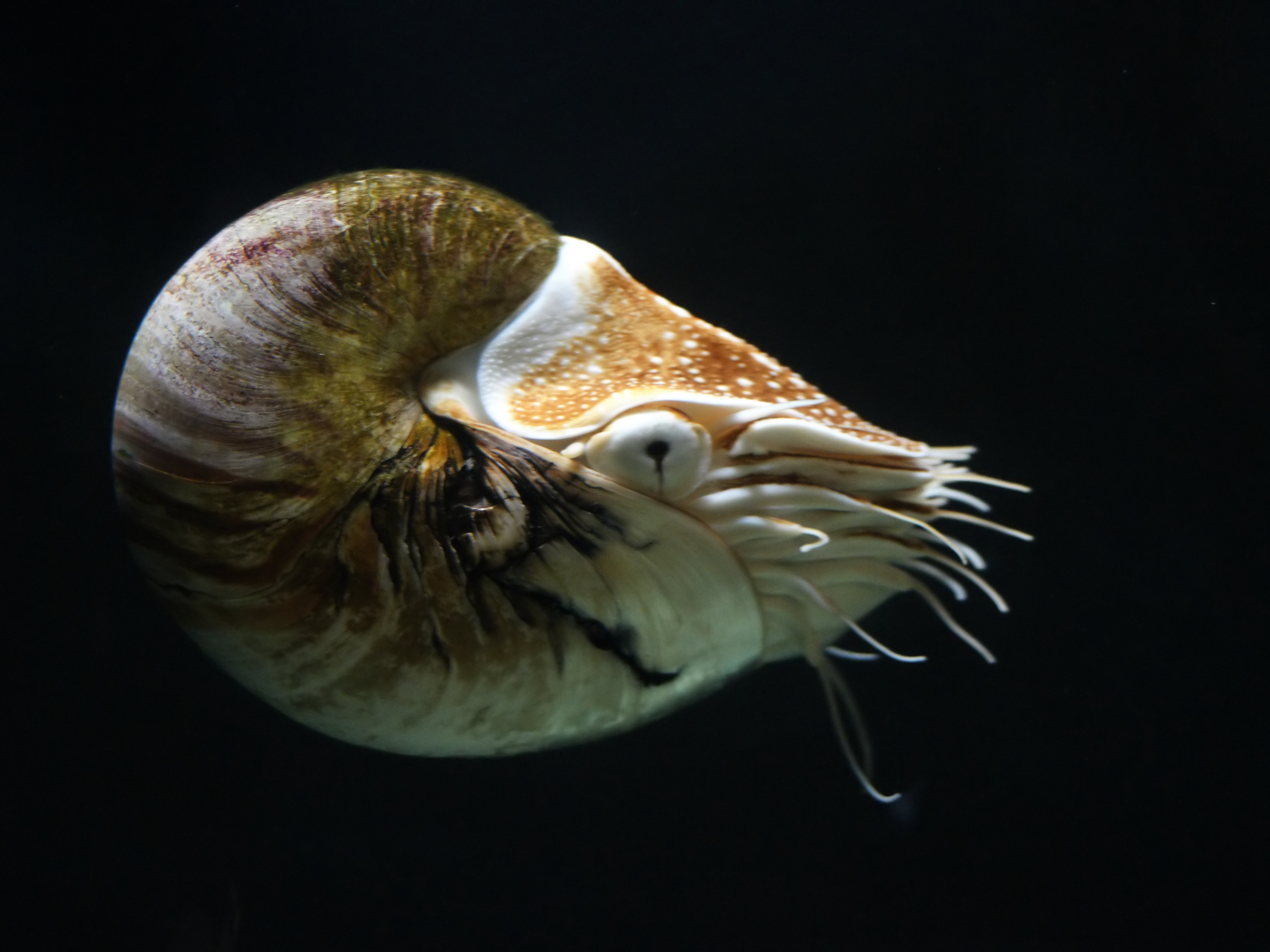
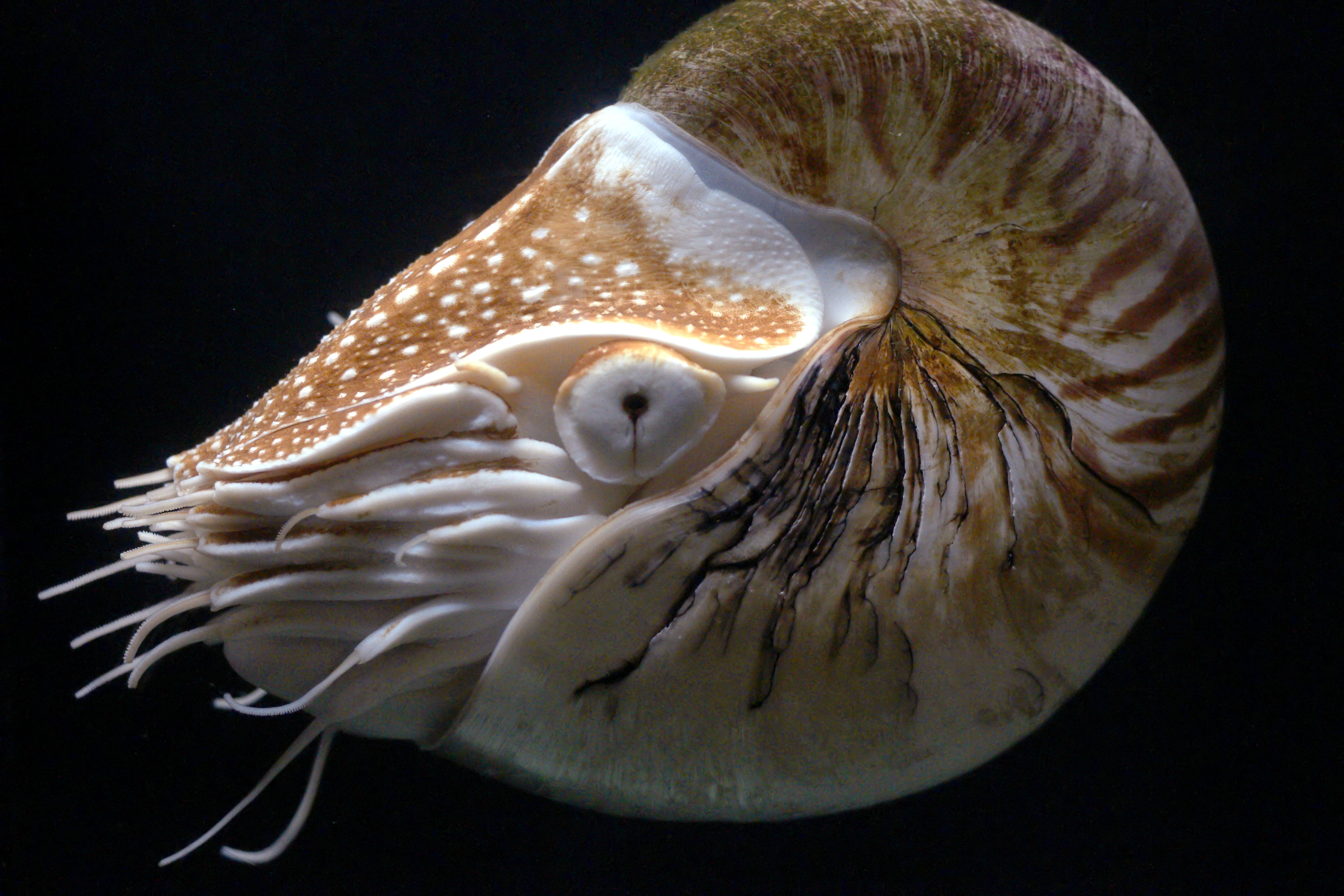
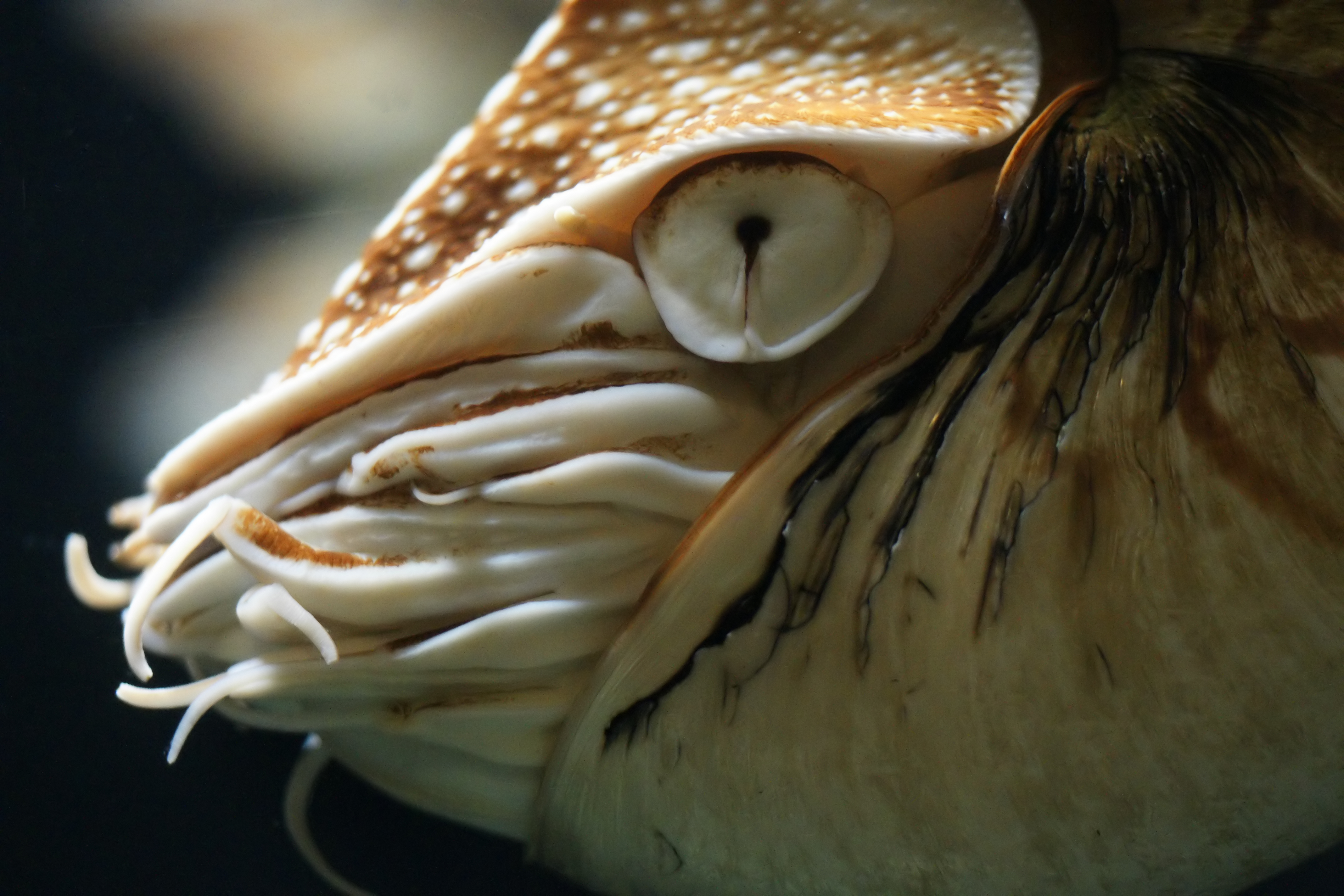
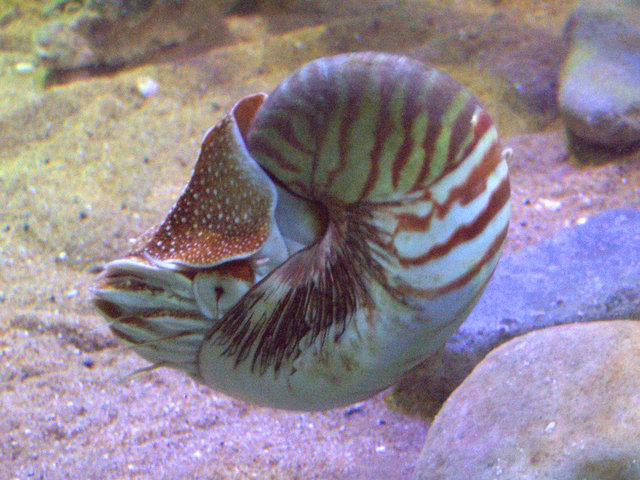